# Anopheles balerensis
Anopheles balerensis är en tvåvingeart som beskrevs av Jose Christopher E. Mendoza 1947. Anopheles balerensis ingår i släktet Anopheles och familjen stickmyggor.
Artens utbredningsområde är Filippinerna. Inga underarter finns listade i Catalogue of Life.